# شريان نخامي علوي
شريان نخامي علوي (بالإنجليزية: Superior hypophysial artery)‏‏ هو شريان يتفرعُ من شريان سباتي باطن.